# Домлуп
Домлуп (фр. Domloup) насеље је и општина у северозападној Француској у региону Бретања, у департману Ил и Вилен која припада префектури Рен.
По подацима из 2011. године у општини је живело 2948 становника, а густина насељености је износила 158,92 становника/km². Општина се простире на површини од 18,55 km². Налази се на средњој надморској висини од 60 метара (максималној 87 m, а минималној 33 m).

## Демографија
| 1962. | 1968. | 1975. | 1982. | 1990. | 1999. | 2011. |
| ----- | ----- | ----- | ----- | ----- | ----- | ----- |
| 652   | 674   | 863   | 1.241 | 1.501 | 2.432 | 2.948 |

График промене броја становника у току последњих година